# 志田郡
- 令制国一覧 > 東山道 > 陸前国 > 志田郡
- 日本 > 東北地方 > 宮城県 > 志田郡

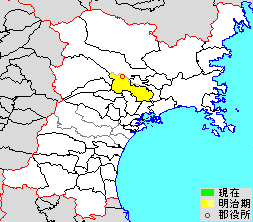
宮城県志田郡の範囲（薄黄：後に他郡に編入された区域）

志田郡（しだぐん）は、宮城県（陸奥国・陸前国）にあった郡。

## 概要
明治11年（1878年）に行政区画として発足した当時の郡域は以下の区域にあたる。
- 大崎市の一部（一部[注 1]を除く古川柏崎・古川保郷・古川斎下・古川荒田目・古川渋井・古川塚田・古川小泉・古川福浦・古川江合・古川福沼一丁目・古川福沼二丁目・古川李埣・古川馬寄・古川石森・古川下中目以南）
- 遠田郡美里町の一部（青生）

郡域は鳴瀬川流域・大松沢丘陵の北側から南東側に及び、加美・栗原・玉造・遠田と合わせて大崎五郡と称され、大崎地方に属す。ただし東北本線沿いの松山町・鹿島台町は、仙台市への通勤・通学圏に入っており、都市雇用圏（10%都市圏）でも仙台都市圏に含まれていた。

## 歴史

### 近世以降の沿革
- 延享元年（1744年） - 住在家村が木間塚村に編入される。
- 幕末時点では陸奥国に所属し、全域が仙台藩領であった。「旧高旧領取調帳」に記載されている明治初年時点に存在した村は以下の通り。（64村）

古川村、上中目村、斉田村、斎下村、中里村、蓑口沼村、福沼村、引田村、堤根村、柏崎村、荒田目村、宮内村、渋井村、耳取村、坂本村、伊賀村、音無村、蟻ヶ袋村、宮袋村、蒜袋村、米袋村、米倉村、保柳村、新堀村、小泉村、福浦村、江合村、大柿村、桑折村、三本木村、南谷地村、李埣村、中沢村、高柳村、大幡村、西荒井村、境野宮村、新沼村、飯川村、稲葉村、塚目村、馬寄村、師山村、下中目村、上伊場野村、下伊場野村、石森村、楡木村、秋田村、大迫村、深谷村、次橋村、船越村、須摩屋村、黒江村、金谷村、平渡村、長尾村、広長村、北窪村、千石村、木間塚村、矢ノ目村、青生村
- 明治元年
  - 9月24日（1868年11月8日） - 仙台藩主伊達慶邦が官軍に降伏。28万石に減封となる。
  - 12月7日（1869年1月19日）
    - 陸奥国が分割され、本郡は陸前国の所属となる。
    - 志田郡のうち、松山地方を中心とする21村（青生・秋田・石森・上伊場野・下伊場野・大迫・金谷・北窪・木間塚・黒江・須磨屋・千石・楡木・次橋・長尾・下中目・広長・平渡・深谷・船越・矢目）は土浦藩の取締地となる。

  - 12月12日（1869年1月24日） - 伊達亀三郎（慶邦の子）に旧領のうち28万石が与えられ仙台藩が復活。志田郡のうち43村は仙台藩領となる。
- 明治2年
  - 3月22日（1869年5月3日） - 土浦藩取締地が涌谷県を称する[注 2]。
  - 8月7日（1869年9月12日） - 涌谷県の管轄地域に登米県が発足。
- 明治4年
  - 7月14日（1871年8月19日） - 廃藩置県により、藩領は仙台県（第1次）となる。
  - 11月2日（1871年12月13日） - 第1次府県統合により、全域が仙台県（第2次）の管轄となる。
- 明治5年
  - 1月8日（1872年2月16日） - 仙台県（第2次）が宮城県に改称。
  - 4月9日（1872年6月10日） - 大区小区制の施行により、宮城県第6・第7大区となる。

| 宮城県第6大区（全9小区。志田郡の一部） | 宮城県第6大区（全9小区。志田郡の一部）           |
| 小区                                   | 所属村                                           |
| -------------------------------------- | ------------------------------------------------ |
| 小1区                                  | 柏崎村・斎下村・新堀村・保柳村・耳取村・上中目村 |
| 小2区                                  | 荒田目村・飯川村・渋井村                         |
| 小3区                                  | 塚目村・西荒井村・米倉村・米袋村                 |
| 小4区                                  | 古川村・稲葉村                                   |
| 小5区                                  | 大柿村                                           |
| 小6区                                  | 江合村・小泉村・福浦村・福沼村・宮袋村           |
| 小7区                                  | 中里村・李埣村・馬寄村・蓑口沼村                 |
| 小8区                                  | 大幡村・境野宮村・宮内村・師山村                 |
| 小9区                                  | 石森村・楡木村・下中目村                         |

| 宮城県第7大区（全13小区。志田郡の一部） | 宮城県第7大区（全13小区。志田郡の一部）  |
| 小区                                    | 所属村                                   |
| --------------------------------------- | ---------------------------------------- |
| 小1区                                   | 伊賀村・蟻ヶ袋村・音無村・斉田村・坂本村 |
| 小2区                                   | 堤根村・中沢村・引田村・矢目村           |
| 小3区                                   | 新沼村                                   |
| 小4区                                   | 三本木村・高柳村・南谷地村               |
| 小5区                                   | 上伊場野村・秋田村・桑折村・蒜袋村       |
| 小6区                                   | 下伊場野村                               |
| 小7区                                   | 青生村・次橋村                           |
| 小8区                                   | 千石村                                   |
| 小9区                                   | 金谷村・北窪村・黒江村・須摩屋村         |
| 小10区                                  | 長尾村・船越村                           |
| 小11区                                  | 平渡村・広長村                           |
| 小12区                                  | 大迫村・深谷村                           |
| 小13区                                  | 木間塚村                                 |

- 明治7年（1874年）4月 - 区の再編により、全域が宮城県第4大区となる。

| 宮城県第4大区（全8小区。志田郡のみ） | 宮城県第4大区（全8小区。志田郡のみ）                                                                 |
| 小区                                 | 所属村                                                                                               |
| ------------------------------------ | --- |
| 小1区                                | 三本木村・秋田村・蟻ヶ袋村・伊賀村・音無村・桑折村・斉田村・坂本村・南谷地村・上伊場野村             |
| 小2区                                | 堤根村・中沢村・新沼村・引田村・矢目村・高柳村・蒜袋村                                               |
| 小3区                                | 小泉村・荒田目村・飯川村・柏崎村・斎下村・渋井村・新堀村・塚目村・西荒井村・保柳村・耳取村・上中目村 |
| 小4区                                | 古川村・稲葉村・大柿村・中里村・江合村・李埣村・福浦村・福沼村・蓑口沼村・宮袋村・米倉村             |
| 小5区                                | 馬寄村・米袋村・石森村・大幡村・境野宮村・楡木村・宮内村・師山村・下中目村                           |
| 小6区                                | 千石村・次橋村・下伊場野村・青生村                                                                   |
| 小7区                                | 金谷村・北窪村・黒江村・須摩屋村・長尾村・船越村                                                     |
| 小8区                                | 平渡村・大迫村・木間塚村・広長村・深谷村                                                             |

- 明治9年（1876年）11月 - 区の再編により、遠田郡・玉造郡と共に宮城県第3大区となる。

| 宮城県第3大区（全11小区。志田郡1～4・遠田郡・玉造郡） | 宮城県第3大区（全11小区。志田郡1～4・遠田郡・玉造郡） |
| 小区                                                  | 所属村 |
| ----------------------------------------------------- | --- |
| 小1区                                                 | 三本木村・秋田村・蟻ヶ袋村・伊賀村・音無村・桑折村・斉田村・坂本村・高柳村・蒜袋村・南谷地村・上伊場野村・下伊場野村・中沢村・新沼村                                         |
| 小2区                                                 | 荒田目村・飯川村・柏崎村・斎下村・渋井村・新堀村・塚目村・西荒井村・保柳村・耳取村・米倉村・米袋村・上中目村・江合村・小泉村・福浦村・福沼村・宮袋村・堤根村・引田村・矢目村 |
| 小3区                                                 | 古川村・稲葉村・大柿村・中里村・李埣村・蓑口沼村・石森村・大幡村・境野宮村・楡木村・宮内村・師山村・下中目村・青生村                                                         |
| 小4区                                                 | 千石村・金谷村・北窪村・黒江村・須摩屋村・次橋村・長尾村・平渡村・大迫村・木間塚村・広長村・深谷村・船越村                                                                   |

- 明治11年（1878年）10月21日 - 郡区町村編制法の宮城県での施行により、行政区画としての志田郡が発足。「志田玉造郡役所」が古川村に設置され、玉造郡とともに管轄。同日大区小区制廃止。
- 明治14年（1881年）7月23日 - 北窪村・黒江村を金谷村に編入[1]。（62村）

### 町村制施行以後の沿革

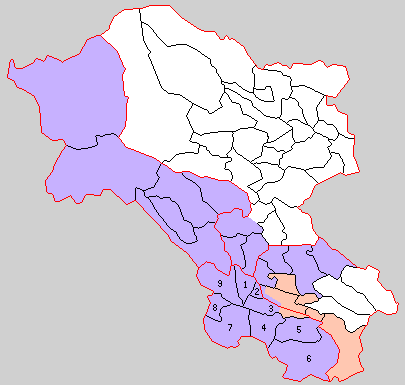
1.古川町 2.荒雄村 3.敷玉村 4.下伊場野村 5.松山村 6.鹿島台村 7.三本木村 8.高倉村 9.志田村（紫：大崎市 橙：遠田郡美里町）

- 明治22年（1889年）4月1日 - 町村制の施行により、以下の町村が発足[注 3]。特記以外は全域が現・大崎市。(1町8村）

  - 古川町 ← 古川村、稲葉村、大柿村、中里村
  - 荒雄村 ← 小泉村、福浦村、宮袋村、江合村、福沼村、李埣村、馬寄村、蓑口沼村
  - 敷玉村 ← 石森村、大幡村、境野宮村、楡木村、宮内村、師山村、下中目村（現・大崎市）、青生村（現・遠田郡美里町）
  - 下伊場野村（単独村制）
  - 松山村 ← 千石村、金谷村、次橋村、長尾村、須摩屋村
  - 鹿島台村 ← 平渡村、深谷村、船越村、広長村、木間塚村、大迫村
  - 三本木村 ← 三本木村、南谷地村、蒜袋村、高柳村、桑折村、秋田村、上伊場野村、伊賀村、蟻ヶ袋村、坂本村、斉田村、音無村
  - 高倉村 ← 新沼村、中沢村、引田村、堤根村、矢目村
  - 志田村 ← 渋井村、荒田目村、保柳村、上中目村、新堀村、耳取村、柏崎村、斎下村、塚目村、米倉村、西荒井村、米袋村、飯川村
- 明治23年（1890年）3月15日 - 松山村が町制施行して松山町となる。（2町7村）
- 明治27年（1894年）4月1日 - 郡制を施行。郡役所が古川町に設置。
- 明治28年（1895年）10月31日 - 三本木村が町制施行して三本木町となる。（3町6村）
- 大正12年（1923年）4月1日 - 郡会が廃止。郡役所は存続。
- 大正15年（1926年）7月1日 - 郡役所が廃止。以降は地域区分名称となる。
- 昭和5年（1930年）4月1日 - 遠田郡富永村の一部（上埣の一部[注 4]）が荒雄村に編入。
- 昭和23年（1948年）7月6日 - 鹿島台村船越の一部[注 5]が松山町に編入。
- 昭和25年（1950年）12月15日 - 古川町が荒雄村・志田村・栗原郡宮沢村を編入のうえ即日市制施行して古川市が発足し、郡より離脱。（2町4村）
- 昭和26年（1951年）7月1日 - 鹿島台村が町制施行して鹿島台町となる。（3町3村）
- 昭和29年（1954年）
  - 5月1日 - 鹿島台町が黒川郡大谷村の一部（山崎の一部[注 6][5]。0.69km2）を編入。
  - 8月1日 - 敷玉村の一部（青生）が遠田郡小牛田町に、残部（下中目・石森・楡木・師山・宮内・境野宮・大幡）が古川市に分割編入。（3町2村）
  - 10月1日 - 高倉村が古川市に編入。（3町1村）
- 昭和30年（1955年）（3町）
  - 3月31日
    - 松山町と下伊場野村の一部[注 7]が合併し、改めて松山町が発足。
    - 三本木町と下伊場野村の一部[注 8]が合併し、改めて三本木町が発足。

  - 7月10日 - 三本木町が古川市新沼の一部（旧・高倉村）を編入。
  - 8月1日 - 鹿島台町が遠田郡南郷町の一部（二郷の一部[注 9]）を編入。
  - 10月1日 - 三本木町の一部（大字伊場野の一部[注 10]）が松山町に編入。
- 平成18年（2006年）3月31日 - 鹿島台町・三本木町・松山町が古川市・玉造郡岩出山町・鳴子町・遠田郡田尻町と合併して大崎市が発足。同日志田郡消滅。

### 変遷表
| 明治以前     | 明治以前   | 明治14年     | 明治22年 4月1日 町村制施行 | 明治22年 - 大正15年            | 昭和元年 - 昭和24年         | 昭和25年 - 昭和64年                           | 昭和25年 - 昭和64年            | 平成元年 - 現在             | 現在          |
| ------------ | ---------- | ------------ | -------------------------- | ------------------------------ | --------------------------- | --------------------------------------------- | ------------------------------ | --------------------------- | ------------- |
| 遠田郡二郷村 | 一部       | 遠田郡二郷村 | 遠田郡 南郷村 の一部       | 遠田郡南郷村の一部             | 遠田郡南郷村の一部          | 昭和29年7月1日 町制 遠田郡南郷町の一部        | 昭和30年8月1日 鹿島台町に編入  | 平成18年3月31日 大崎市      | 大崎市        |
| 黒川郡山崎村 | 一部       | 黒川郡山崎村 | 黒川郡 大谷村 の一部       | 黒川郡大谷村の一部             | 黒川郡大谷村の一部          | 昭和29年5月1日 鹿島台町に編入                 | 鹿島台町                       | 平成18年3月31日 大崎市      | 大崎市        |
| 平渡村       | 平渡村     | 平渡村       | 鹿島台村                   | 鹿島台村                       | 鹿島台村                    | 昭和26年7月1日 町制 鹿島台町                  | 鹿島台町                       | 平成18年3月31日 大崎市      | 大崎市        |
| 大迫村       | 大迫村     | 大迫村       | 鹿島台村                   | 鹿島台村                       | 鹿島台村                    | 昭和26年7月1日 町制 鹿島台町                  | 鹿島台町                       | 平成18年3月31日 大崎市      | 大崎市        |
| 木間塚村     | 木間塚村   | 木間塚村     | 鹿島台村                   | 鹿島台村                       | 鹿島台村                    | 昭和26年7月1日 町制 鹿島台町                  | 鹿島台町                       | 平成18年3月31日 大崎市      | 大崎市        |
| 広長村       | 広長村     | 広長村       | 鹿島台村                   | 鹿島台村                       | 鹿島台村                    | 昭和26年7月1日 町制 鹿島台町                  | 鹿島台町                       | 平成18年3月31日 大崎市      | 大崎市        |
| 深谷村       | 深谷村     | 深谷村       | 鹿島台村                   | 鹿島台村                       | 鹿島台村                    | 昭和26年7月1日 町制 鹿島台町                  | 鹿島台町                       | 平成18年3月31日 大崎市      | 大崎市        |
| 船越村       | 一部       | 船越村       | 鹿島台村                   | 鹿島台村                       | 鹿島台村                    | 昭和26年7月1日 町制 鹿島台町                  | 鹿島台町                       | 平成18年3月31日 大崎市      | 大崎市        |
| 船越村       | 一部       | 船越村       | 鹿島台村                   | 鹿島台村                       | 昭和23年7月6日 松山町に編入 | 昭和30年3月31日 松山町                        | 松山町                         | 平成18年3月31日 大崎市      | 大崎市        |
| 千石村       | 千石村     | 千石村       | 松山村                     | 明治23年3月15日 町制 松山町    | 松山町                      | 昭和30年3月31日 松山町                        | 松山町                         | 平成18年3月31日 大崎市      | 大崎市        |
| 金谷村       | 金谷村     | 金谷村       | 松山村                     | 明治23年3月15日 町制 松山町    | 松山町                      | 昭和30年3月31日 松山町                        | 松山町                         | 平成18年3月31日 大崎市      | 大崎市        |
| 北窪村       |            | 金谷村       | 松山村                     | 明治23年3月15日 町制 松山町    | 松山町                      | 昭和30年3月31日 松山町                        | 松山町                         | 平成18年3月31日 大崎市      | 大崎市        |
| 黒江村       |            | 金谷村       | 松山村                     | 明治23年3月15日 町制 松山町    | 松山町                      | 昭和30年3月31日 松山町                        | 松山町                         | 平成18年3月31日 大崎市      | 大崎市        |
| 須摩屋村     | 須摩屋村   | 須摩屋村     | 松山村                     | 明治23年3月15日 町制 松山町    | 松山町                      | 昭和30年3月31日 松山町                        | 松山町                         | 平成18年3月31日 大崎市      | 大崎市        |
| 次橋村       | 次橋村     | 次橋村       | 松山村                     | 明治23年3月15日 町制 松山町    | 松山町                      | 昭和30年3月31日 松山町                        | 松山町                         | 平成18年3月31日 大崎市      | 大崎市        |
| 長尾村       | 長尾村     | 長尾村       | 松山村                     | 明治23年3月15日 町制 松山町    | 松山町                      | 昭和30年3月31日 松山町                        | 松山町                         | 平成18年3月31日 大崎市      | 大崎市        |
| 下伊場野村   | 一部       | 下伊場野村   | 下伊場野村                 | 下伊場野村                     | 下伊場野村                  | 昭和30年3月31日 松山町                        | 松山町                         | 平成18年3月31日 大崎市      | 大崎市        |
| 下伊場野村   | 一部       | 下伊場野村   | 下伊場野村                 | 下伊場野村                     | 下伊場野村                  | 昭和30年3月31日 三本木町                      | 昭和30年10月1日 松山町に編入   | 平成18年3月31日 大崎市      | 大崎市        |
| 下伊場野村   | 一部       | 下伊場野村   | 下伊場野村                 | 下伊場野村                     | 下伊場野村                  | 昭和30年3月31日 三本木町                      | 三本木町                       | 平成18年3月31日 大崎市      | 大崎市        |
| 三本木村     | 三本木村   | 三本木村     | 三本木村                   | 明治28年10月31日 町制 三本木町 | 三本木町                    | 昭和30年3月31日 三本木町                      | 三本木町                       | 平成18年3月31日 大崎市      | 大崎市        |
| 秋田村       | 秋田村     | 秋田村       | 三本木村                   | 明治28年10月31日 町制 三本木町 | 三本木町                    | 昭和30年3月31日 三本木町                      | 三本木町                       | 平成18年3月31日 大崎市      | 大崎市        |
| 蟻ヶ袋村     | 蟻ヶ袋村   | 蟻ヶ袋村     | 三本木村                   | 明治28年10月31日 町制 三本木町 | 三本木町                    | 昭和30年3月31日 三本木町                      | 三本木町                       | 平成18年3月31日 大崎市      | 大崎市        |
| 伊賀村       | 伊賀村     | 伊賀村       | 三本木村                   | 明治28年10月31日 町制 三本木町 | 三本木町                    | 昭和30年3月31日 三本木町                      | 三本木町                       | 平成18年3月31日 大崎市      | 大崎市        |
| 音無村       | 音無村     | 音無村       | 三本木村                   | 明治28年10月31日 町制 三本木町 | 三本木町                    | 昭和30年3月31日 三本木町                      | 三本木町                       | 平成18年3月31日 大崎市      | 大崎市        |
| 桑折村       | 桑折村     | 桑折村       | 三本木村                   | 明治28年10月31日 町制 三本木町 | 三本木町                    | 昭和30年3月31日 三本木町                      | 三本木町                       | 平成18年3月31日 大崎市      | 大崎市        |
| 斉田村       | 斉田村     | 斉田村       | 三本木村                   | 明治28年10月31日 町制 三本木町 | 三本木町                    | 昭和30年3月31日 三本木町                      | 三本木町                       | 平成18年3月31日 大崎市      | 大崎市        |
| 坂本村       | 坂本村     | 坂本村       | 三本木村                   | 明治28年10月31日 町制 三本木町 | 三本木町                    | 昭和30年3月31日 三本木町                      | 三本木町                       | 平成18年3月31日 大崎市      | 大崎市        |
| 高柳村       | 高柳村     | 高柳村       | 三本木村                   | 明治28年10月31日 町制 三本木町 | 三本木町                    | 昭和30年3月31日 三本木町                      | 三本木町                       | 平成18年3月31日 大崎市      | 大崎市        |
| 蒜袋村       | 蒜袋村     | 蒜袋村       | 三本木村                   | 明治28年10月31日 町制 三本木町 | 三本木町                    | 昭和30年3月31日 三本木町                      | 三本木町                       | 平成18年3月31日 大崎市      | 大崎市        |
| 南谷地村     | 南谷地村   | 南谷地村     | 三本木村                   | 明治28年10月31日 町制 三本木町 | 三本木町                    | 昭和30年3月31日 三本木町                      | 三本木町                       | 平成18年3月31日 大崎市      | 大崎市        |
| 上伊場野村   | 上伊場野村 | 上伊場野村   | 三本木村                   | 明治28年10月31日 町制 三本木町 | 三本木町                    | 昭和30年3月31日 三本木町                      | 三本木町                       | 平成18年3月31日 大崎市      | 大崎市        |
| 新沼村       | 一部       | 新沼村       | 高倉村                     | 高倉村                         | 高倉村                      | 昭和29年10月1日 古川市に編入                  | 昭和30年7月10日 三本木町に編入 | 平成18年3月31日 大崎市      | 大崎市        |
| 新沼村       | 一部       | 新沼村       | 高倉村                     | 高倉村                         | 高倉村                      | 昭和29年10月1日 古川市に編入                  | 古川市                         | 平成18年3月31日 大崎市      | 大崎市        |
| 堤根村       | 堤根村     | 堤根村       | 高倉村                     | 高倉村                         | 高倉村                      | 昭和29年10月1日 古川市に編入                  | 古川市                         | 平成18年3月31日 大崎市      | 大崎市        |
| 中沢村       | 中沢村     | 中沢村       | 高倉村                     | 高倉村                         | 高倉村                      | 昭和29年10月1日 古川市に編入                  | 古川市                         | 平成18年3月31日 大崎市      | 大崎市        |
| 引田村       | 引田村     | 引田村       | 高倉村                     | 高倉村                         | 高倉村                      | 昭和29年10月1日 古川市に編入                  | 古川市                         | 平成18年3月31日 大崎市      | 大崎市        |
| 矢目村       | 矢目村     | 矢目村       | 高倉村                     | 高倉村                         | 高倉村                      | 昭和29年10月1日 古川市に編入                  | 古川市                         | 平成18年3月31日 大崎市      | 大崎市        |
| 古川村       | 古川村     | 古川村       | 古川町                     | 古川町                         | 古川町                      | 昭和25年12月15日 市制 古川市                  | 古川市                         | 平成18年3月31日 大崎市      | 大崎市        |
| 稲葉村       | 稲葉村     | 稲葉村       | 古川町                     | 古川町                         | 古川町                      | 昭和25年12月15日 市制 古川市                  | 古川市                         | 平成18年3月31日 大崎市      | 大崎市        |
| 大柿村       | 大柿村     | 大柿村       | 古川町                     | 古川町                         | 古川町                      | 昭和25年12月15日 市制 古川市                  | 古川市                         | 平成18年3月31日 大崎市      | 大崎市        |
| 中里村       | 中里村     | 中里村       | 古川町                     | 古川町                         | 古川町                      | 昭和25年12月15日 市制 古川市                  | 古川市                         | 平成18年3月31日 大崎市      | 大崎市        |
| 荒田目村     | 荒田目村   | 荒田目村     | 志田村                     | 志田村                         | 志田村                      | 昭和25年12月15日 古川町に編入 即日市制 古川市 | 古川市                         | 平成18年3月31日 大崎市      | 大崎市        |
| 飯川村       | 飯川村     | 飯川村       | 志田村                     | 志田村                         | 志田村                      | 昭和25年12月15日 古川町に編入 即日市制 古川市 | 古川市                         | 平成18年3月31日 大崎市      | 大崎市        |
| 柏崎村       | 柏崎村     | 柏崎村       | 志田村                     | 志田村                         | 志田村                      | 昭和25年12月15日 古川町に編入 即日市制 古川市 | 古川市                         | 平成18年3月31日 大崎市      | 大崎市        |
| 斎下村       | 斎下村     | 斎下村       | 志田村                     | 志田村                         | 志田村                      | 昭和25年12月15日 古川町に編入 即日市制 古川市 | 古川市                         | 平成18年3月31日 大崎市      | 大崎市        |
| 渋井村       | 渋井村     | 渋井村       | 志田村                     | 志田村                         | 志田村                      | 昭和25年12月15日 古川町に編入 即日市制 古川市 | 古川市                         | 平成18年3月31日 大崎市      | 大崎市        |
| 新堀村       | 新堀村     | 新堀村       | 志田村                     | 志田村                         | 志田村                      | 昭和25年12月15日 古川町に編入 即日市制 古川市 | 古川市                         | 平成18年3月31日 大崎市      | 大崎市        |
| 塚目村       | 塚目村     | 塚目村       | 志田村                     | 志田村                         | 志田村                      | 昭和25年12月15日 古川町に編入 即日市制 古川市 | 古川市                         | 平成18年3月31日 大崎市      | 大崎市        |
| 西荒井村     | 西荒井村   | 西荒井村     | 志田村                     | 志田村                         | 志田村                      | 昭和25年12月15日 古川町に編入 即日市制 古川市 | 古川市                         | 平成18年3月31日 大崎市      | 大崎市        |
| 保柳村       | 保柳村     | 保柳村       | 志田村                     | 志田村                         | 志田村                      | 昭和25年12月15日 古川町に編入 即日市制 古川市 | 古川市                         | 平成18年3月31日 大崎市      | 大崎市        |
| 耳取村       | 耳取村     | 耳取村       | 志田村                     | 志田村                         | 志田村                      | 昭和25年12月15日 古川町に編入 即日市制 古川市 | 古川市                         | 平成18年3月31日 大崎市      | 大崎市        |
| 米倉村       | 米倉村     | 米倉村       | 志田村                     | 志田村                         | 志田村                      | 昭和25年12月15日 古川町に編入 即日市制 古川市 | 古川市                         | 平成18年3月31日 大崎市      | 大崎市        |
| 米袋村       | 米袋村     | 米袋村       | 志田村                     | 志田村                         | 志田村                      | 昭和25年12月15日 古川町に編入 即日市制 古川市 | 古川市                         | 平成18年3月31日 大崎市      | 大崎市        |
| 上中目村     | 上中目村   | 上中目村     | 志田村                     | 志田村                         | 志田村                      | 昭和25年12月15日 古川町に編入 即日市制 古川市 | 古川市                         | 平成18年3月31日 大崎市      | 大崎市        |
| 江合村       | 江合村     | 江合村       | 荒雄村                     | 荒雄村                         | 荒雄村                      | 昭和25年12月15日 古川町に編入 即日市制 古川市 | 古川市                         | 平成18年3月31日 大崎市      | 大崎市        |
| 小泉村       | 小泉村     | 小泉村       | 荒雄村                     | 荒雄村                         | 荒雄村                      | 昭和25年12月15日 古川町に編入 即日市制 古川市 | 古川市                         | 平成18年3月31日 大崎市      | 大崎市        |
| 李埣村       | 李埣村     | 李埣村       | 荒雄村                     | 荒雄村                         | 荒雄村                      | 昭和25年12月15日 古川町に編入 即日市制 古川市 | 古川市                         | 平成18年3月31日 大崎市      | 大崎市        |
| 福浦村       | 福浦村     | 福浦村       | 荒雄村                     | 荒雄村                         | 荒雄村                      | 昭和25年12月15日 古川町に編入 即日市制 古川市 | 古川市                         | 平成18年3月31日 大崎市      | 大崎市        |
| 福沼村       | 福沼村     | 福沼村       | 荒雄村                     | 荒雄村                         | 荒雄村                      | 昭和25年12月15日 古川町に編入 即日市制 古川市 | 古川市                         | 平成18年3月31日 大崎市      | 大崎市        |
| 馬寄村       | 馬寄村     | 馬寄村       | 荒雄村                     | 荒雄村                         | 荒雄村                      | 昭和25年12月15日 古川町に編入 即日市制 古川市 | 古川市                         | 平成18年3月31日 大崎市      | 大崎市        |
| 蓑口沼村     | 蓑口沼村   | 蓑口沼村     | 荒雄村                     | 荒雄村                         | 荒雄村                      | 昭和25年12月15日 古川町に編入 即日市制 古川市 | 古川市                         | 平成18年3月31日 大崎市      | 大崎市        |
| 宮袋村       | 宮袋村     | 宮袋村       | 荒雄村                     | 荒雄村                         | 荒雄村                      | 昭和25年12月15日 古川町に編入 即日市制 古川市 | 古川市                         | 平成18年3月31日 大崎市      | 大崎市        |
| 遠田郡上埣村 | 一部       | 遠田郡上埣村 | 遠田郡 富永村 の一部       | 遠田郡富永村の一部             | 昭和5年4月1日 荒雄村に編入  | 昭和25年12月15日 古川町に編入 即日市制 古川市 | 古川市                         | 平成18年3月31日 大崎市      | 大崎市        |
| 石森村       | 石森村     | 石森村       | 敷玉村                     | 敷玉村                         | 敷玉村                      | 昭和29年8月1日 古川市に編入                   | 古川市                         | 平成18年3月31日 大崎市      | 大崎市        |
| 大幡村       | 大幡村     | 大幡村       | 敷玉村                     | 敷玉村                         | 敷玉村                      | 昭和29年8月1日 古川市に編入                   | 古川市                         | 平成18年3月31日 大崎市      | 大崎市        |
| 境野宮村     | 境野宮村   | 境野宮村     | 敷玉村                     | 敷玉村                         | 敷玉村                      | 昭和29年8月1日 古川市に編入                   | 古川市                         | 平成18年3月31日 大崎市      | 大崎市        |
| 楡木村       | 楡木村     | 楡木村       | 敷玉村                     | 敷玉村                         | 敷玉村                      | 昭和29年8月1日 古川市に編入                   | 古川市                         | 平成18年3月31日 大崎市      | 大崎市        |
| 宮内村       | 宮内村     | 宮内村       | 敷玉村                     | 敷玉村                         | 敷玉村                      | 昭和29年8月1日 古川市に編入                   | 古川市                         | 平成18年3月31日 大崎市      | 大崎市        |
| 師山村       | 師山村     | 師山村       | 敷玉村                     | 敷玉村                         | 敷玉村                      | 昭和29年8月1日 古川市に編入                   | 古川市                         | 平成18年3月31日 大崎市      | 大崎市        |
| 下中目村     | 下中目村   | 下中目村     | 敷玉村                     | 敷玉村                         | 敷玉村                      | 昭和29年8月1日 古川市に編入                   | 古川市                         | 平成18年3月31日 大崎市      | 大崎市        |
| 青生村       | 青生村     | 青生村       | 敷玉村                     | 敷玉村                         | 敷玉村                      | 昭和29年8月1日 遠田郡小牛田町に編入           | 遠田郡小牛田町                 | 平成18年1月1日 遠田郡美里町 | 遠田郡 美里町 |

## 行政
志田・玉造郡長
| 代 | 氏名         | 就任年月日                 | 退任年月日                | 備考                |
| -- | ------------ | -------------------------- | ------------------------- | ------------------- |
| 1  | 金成善左衛門 | 明治11年（1878年）11月18日 | 明治14年（1881年）8月     |                     |
| 2  | 秋山峻       | 明治14年（1881年）8月      | 明治16年（1883年）2月     |                     |
| 3  | 戸沢精一郎   | 明治16年（1883年）2月      | 明治19年（1886年）8月     |                     |
| 4  | 遠藤庸吾     | 明治19年（1886年）8月      | 明治19年（1886年）9月     |                     |
| 5  | 熱海孫十郎   | 明治19年（1886年）11月     | 明治22年（1889年）11月    |                     |
| 6  | 武者伝次郎   | 明治22年（1889年）11月     | 明治23年（1890年）7月     |                     |
| 7  | 八乙女盛次   | 明治23年（1890年）7月      | 明治23年（1890年）11月    |                     |
| 8  | 林通故       | 明治23年（1890年）11月     | 明治25年（1892年）10月    |                     |
| 9  | 宮沢実啓     | 明治25年（1892年）11月     | 明治27年（1894年）3月31日 | 廃官 志田郡長へ転任 |

志田郡長
| 代 | 氏名     | 就任年月日                | 退任年月日                | 備考                   |
| -- | -------- | ------------------------- | ------------------------- | ---------------------- |
| 1  | 宮沢実啓 | 明治27年（1894年）4月1日  | 明治28年（1895年）2月     | 志田・玉造郡長より転任 |
| 2  | 林通     | 明治28年（1895年）2月     | 明治31年（1898年）12月    |                        |
| 3  | 草間宗軒 | 明治31年（1898年）12月    | 明治39年（1906年）2月28日 |                        |
| 4  | 岩淵俊夫 | 明治39年（1906年）2月28日 |                           |                        |